# Ogasawarana microtheca
Ogasawarana microtheca es una especie de molusco gasterópodo de la familia Helicinidae en el orden de los Archaeogastropoda.

## Distribución geográfica
Es endémica de Japón.